# کوه مارسابیت
کوه مارسابیت (به لاتین: Mount Marsabit) یک کوه و تپه در کنیا است که در استان شرقی (کنیا) واقع شده‌است. کوه مارسابیت ۱٬۷۰۷ متر بالاتر از سطح دریا واقع شده‌است.